# Alfred Kranzfelder
Alfred Kranzfelder (Kempten, 10 de febrero de 1908 - Berlín, 10 de agosto de 1944) fue un oficial de la Kriegsmarine y un miembro de la Resistencia alemana contra el régimen nazi de Adolf Hitler.

## Biografía
Nació en Kempten (Allgäu), Baviera y se unió a la Reichsmarine en 1927. En 1933 fue ascendido a teniente y en 1937 como miembro de la Kriegsmarine, sirvió en el acorazado Admiral Scheer. Fue transferido a Berlín por motivos de salud en febrero de 1940, donde trabajó en el departamento de operaciones de la primera sucursal de guerra marina del Alto Mando Naval como oficial de enlace con el Ministerio de Asuntos Exteriores.

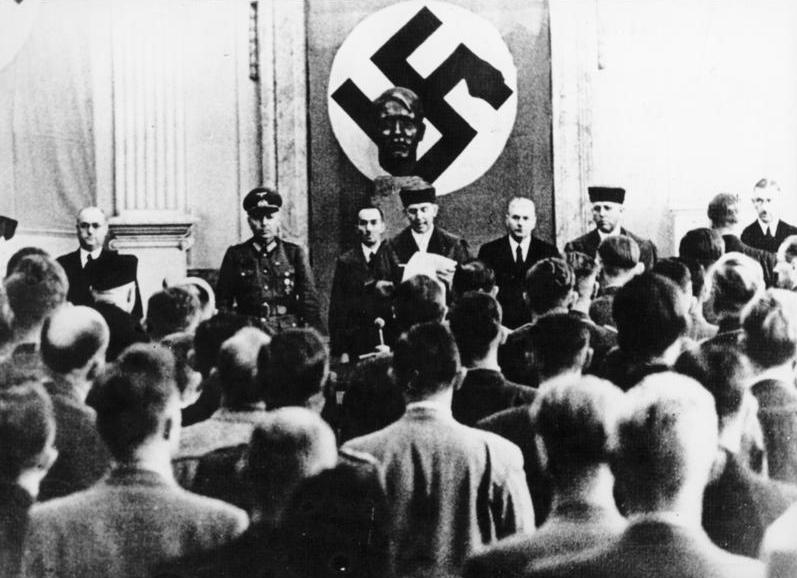
Lectura del veredicto del 20 de julio de 1944.

Se encontró con el oficial naval Berthold Schenk Graf von Stauffenberg en 1943 y se convirtió en un luchador activo en la resistencia contra el régimen nazi. Sus oportunidades de participación activa en el complot del 20 de julio fueron limitadas, pero se le pidió buscar potenciales miembros para la resistencia en la Marina.
Fue arrestado poco después de Berthold von Stauffenburg el 24 de julio de 1944 y juzgado por la corte popular el 10 de agosto de 1944 junto con el general Erich Fellgiebel, Georg Hansen, Fritz-Dietlof von der Schulenburg y Berthold Schenk Graf von Stauffenberg. Fue sentenciado a muerte por Roland Freisler y ejecutado por ahorcamiento el 10 de agosto de 1944 en la prisión de Plötzensee, en Berlín.